# Al-Hussein Irbid
Al-Hussein Sport Club of Irbid (ar. الحسين إربد) – jordański klub piłkarski grający w pierwszej lidze jordańskiej, mający siedzibę w mieście Irbid.

## Historia
Klub został założony w 1964 roku. W swojej historii klub zdobył trzy Tarcze Wspólnoty w 1994, 2003 i 2005 oraz Superpuchar Jordanii w 2003 roku.

## Sukcesy
- Pro liga:

mistrzostwo (1): 2023/24
- Tarcza Wspólnoty:

zwycięstwo (3): 1994, 2003, 2005
- Superpuchar Jordanii:

zwycięstwo (1): 2003

## Azjatyckie puchary
Legenda do wszystkich tabel:
- Q – runda eliminacyjna, 1/16, 1/8, 1/4, 1/2 – odpowiednia faza rozgrywek, Grupa – runda grupowa, 1r gr – pierwsza runda grupowa, 2r gr – druga runda grupowa, F – finał, R – runda, PO – play-off
- k. – rzuty karne, los. – losowanie, Dogr. – dogrywka, w. – zasada bramek strzelonych na wyjeździe

| Sezon | Rozgrywki  | Runda | Klub           | Dom | Wyjazd | Ogólnie    |
| ----- | ---------- | ----- | -------------- | --- | ------ | ---------- |
| 2005  | Puchar AFC | Gr. B | Al-Ahed SC     | 4-0 | 2-4    | 1. miejsce |
| 2005  | Puchar AFC | Gr. B | Dempo SC       | 2-0 | 3-0    |            |
| 2005  | Puchar AFC | 1/4   | New Radiant SC | 0-0 | 0-1    | 0-1        |

## Stadion
Domowe mecze klub rozgrywa na stadionie o nazwie Malab al-Hasan, położonym w mieście Irbid. Stadion może pomieścić 15000 widzów.